# Testorf-Steinfort
Testorf-Steinfort település Németországban, Mecklenburg-Elő-Pomeránia tartományban. Lakosainak száma 643 fő (2023. december 31.).

## A település részei
- Testorf,
- Fräulein Steinfort,
- Harmshagen,
- Schönhof,
- Seefeld és
- Wüstenmark

## Népesség
A település népességének változása:
| Lakosok száma | 620  | 626  | 638  | 651  | 643  |
|               | 2017 | 2019 | 2021 | 2022 | 2023 |